# Szilágyi Sándor (színművész)
Ákosfalvi Szilágyi Sándor (Monó, 1817. április 15. – Újpest, 1886. március 9.) színész, a magyar Nemzeti Színház tagja (1848–1876), író, az újpesti református egyház gondnoka (1876–1879), majd főgondnoka (1879–1886).

## Pályafutása
A színi pályára 1836-ban, 19 éves korában lépett. Tizenkét évig volt a vidéki nevesebb társulatok tagja, és Győrött, Kolozsvárott, Aradon, Nagyváradon olyan hírnevet szerzett magának, hogy 1847-ben már a Nemzeti Színházban vendégszerepelt, nagy sikerrel. 1848 áprilisában lett az intézmény tagja és az 1850-es években, Szentpétery Zsigmond halála után, jelentékeny tért kapott nagybácsik, apák, örökhű vitézek ábrázolására. Szomorú- és vígjátékokban buzgólkodott. Közben megvált a Nemzeti Színháztól és Kolozsvárra szerződött, majd 1855. június 13-án ismét visszatért a Nemzeti Színház kötelékébe, ekkor az Aggszinész és leánya c. színműben (Aggszínész) lépett fel leányával, Szilágyi Ernesztinával, aki ekkor tette első kísérletét.
Szerepköréhez tartoztak: Cigány, Nagyapó, Peleskei nótárius, Tiborc, a nagybácsi Parlagi Jancsiban, St. Martin az Élet színfalaiban az ezredes a Szökött katonában, Requet a Szeleburdiban, stb. Az utóbbi szerepekben búcsúzott el a Nemzeti Színház közönségétől, 1876. március 20-án, április elsején való nyugalombavonulása előtt. Utolsó felléptekor a közönség zajos tapssal fogadta, s a személyzet nyílt színpadon búcsúzott. Feleky Miklós szép beszéd kíséretében a pályatársak ajándékát: ezüst billikomot (serleget) és babérkoszorút nyújtott át. 1880. február 7-én a Népszínházban a Nagyapó címszerepében, nagy ünnepségek közt, még egyszer színpadra lépett. 
Az újpesti református egyháznak főgondnoka volt.
Színműve: Egy magyar komédiás, vígjáték 2 felvonásban. Bemutatta 1850. április 28-án a Nemzeti Színház (E darab főszereplője Jancsó Pál, aki négyféle alakban jelenik meg). 